# Cucut de rec
El cucut de rec (Lychnis flos-cuculi) és una planta amb flor de la família de les cariofil·làcies.

## Distribució i hàbitat

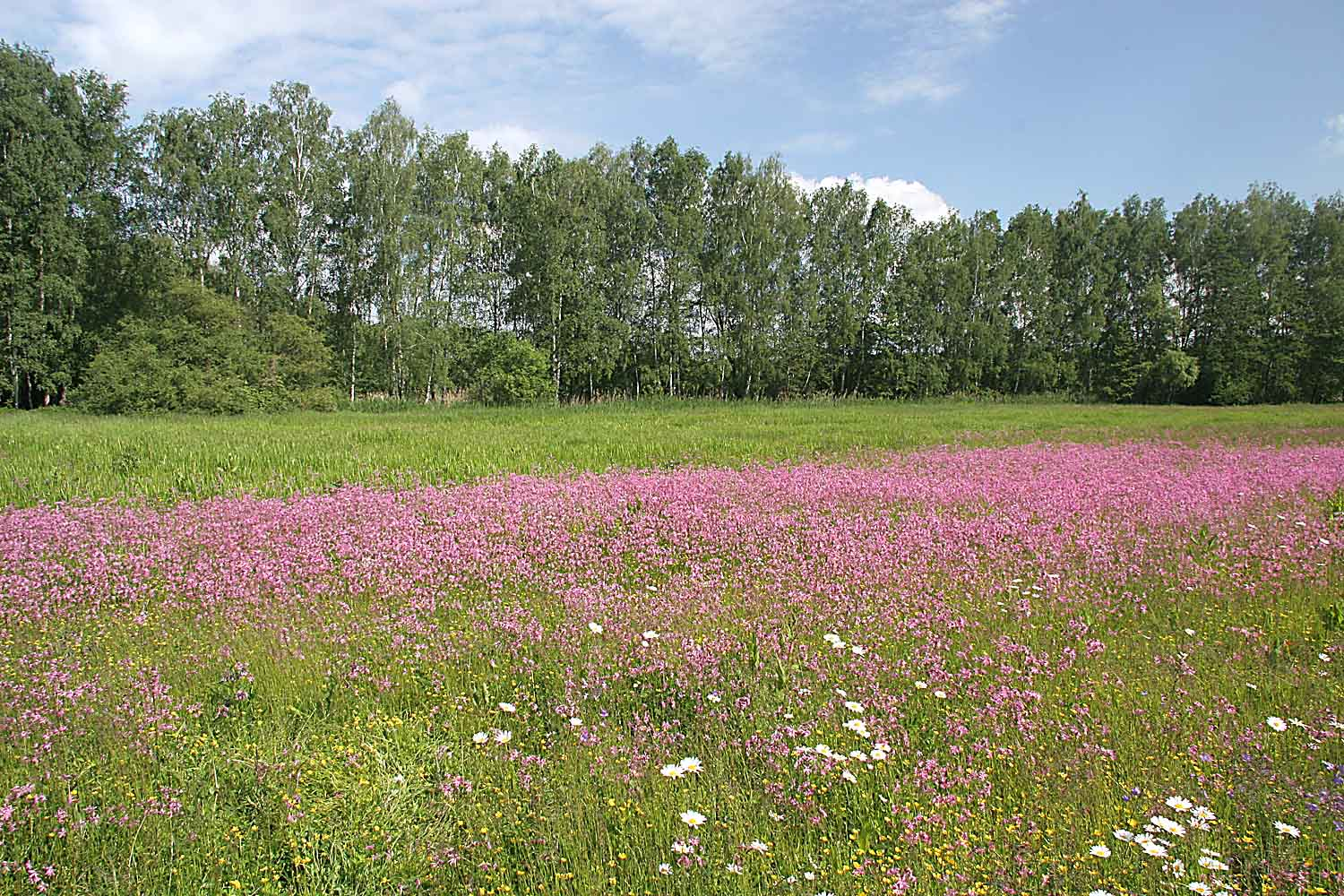
Prat cobert de les flors del cucut de rec.

Aquesta planta és originària de les zones temperades d'Europa. S'ha estès a algunes zones dels Estats Units.
El cucut de rec es troba als prats de dall i pastures grasses, a les zones humides i a les vores de recs i camins, sobretot en la Catalunya humida.
Comuna en temps antics, la seva presència ha declinat molt a causa de l'assecament d'aiguamolls i de les modernes tècniques de conreu, que inclouen l'ús d'herbicides.

## Descripció

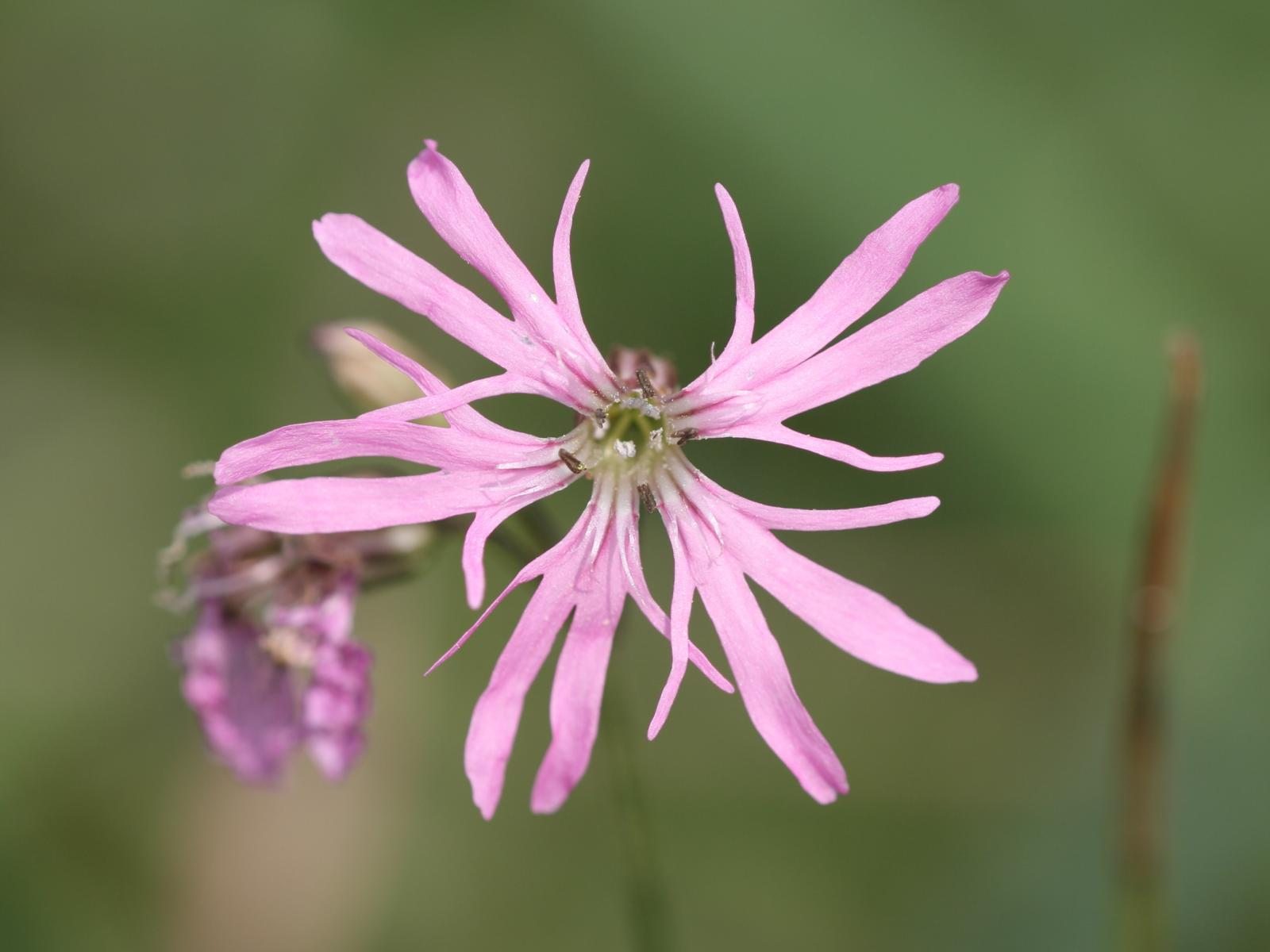
Cucut de rec, detall de la flor.

És una planta herbàcia de 20 a 90 cm d'alçada. Les fulles de la part superior de la tija són lanceolades acabant en punta. La tija és peluda.
Forma una roseta amb múltiples tiges amb flors de 3 a 4 cm de diàmetre que duen cinc pètals de color rosa. Prims i amb incisions, aquests donen a la flor un aspecte estrafolari. El calze duu cinc estams.
El cucut de rec floreix del maig a l'agost. Aquestes plantes atreuen molt als insectes, com papallones i abelles. Els fruits són càpsules de 6 a 10 mm que s'obren a la punta amb cinc dents i que contenen moltes llavors petites.

## Varietats
- Lychnis flos-cuculi 'Nana' - varietat nana (10 cm).
- Lychnis flos-cuculi 'Alba' - varietat de flors blanques.